# 筋磁図
筋磁図 (MMG)（きんじず、英: Magnetomyography）は、筋肉の電気的な活動によって生じる生体磁気。

## 概要
生体磁気の一種で筋肉が動く時に体内に微弱な電流が流れ、磁場が生じるのでそれを超伝導量子干渉計 (SQUID)のような高感度の磁力計を用いて計測する。
従来は極低温で作動するSQUIDを使用していたが、近年ではSQUIDよりも高感度(〜0.01 fT/Hz1/2)で常温で作動する光ポンピング磁力計への期待が高まる。
筋肉の機能の研究等に使用される。
また、心筋の活動によって生じる磁場を検出する心磁図や眼球の動きによって生じる磁場を検出する眼磁図も筋磁図の一種といえる。

## 特徴
- 機能的情報が得られる
- 無侵襲計測
- 電源局在推定が数mmの精度
- 電位による測定が困難な体内の深部からの信号が検出できる

## 用途
- 診断
- 研究